# Češi v Izraeli
Češi a Čechoslováci v Izraeli je označení osob, které se přistěhovaly do Izraele, respektive Palestiny z českých zemí, většinou z bývalého Československa, a také jejich potomků. 
Češi, kteří v současné době žijí v Izraeli, jsou převážně aškenázští Židé, kteří během 20. století přišli do země v rámci aliji.

## Dějiny
Ve 40. a 50. letech 20. století se židovští přistěhovalci z Československa, mnozí z nich přeživší holokaustu, podíleli na založení dvaceti komunit v Izraeli, např. Kfar Masaryk.
Značný počet osob českého a slovenského původu se také usadil ve velkých izraelských městech, především v Jeruzalémě, Guš Dan aj.
Kromě toho bylo mezi lety 1947 a 1948 v Československu vyškoleno 145 izraelských příslušníků leteckého personálu a do Izraele dodáno několik desítek strojů Avia S-199 a Spitfire S-89. Tato pomoc se stala základem pozdějších Izraelských vzdušných sil, jedné z nejlepších a nejefektivnějších leteckých armád na světě.
V roce 1968 Izrael otevřel hranice pro židovské i nežidovské uprchlíky z Československa okupovaného Sověty a dalšími vojsky Varšavské smlouvy. Mezináboženské rodiny a páry získaly stejná práva a povinnosti jako ostatní přistěhovalci.
Česko-izraelská novinářka Ruth Bondyová napsala knihu o životě českých Židů narozených v Izraeli. Píše, že čeští Židé v Izraeli si vytvořili pověst spořádaných až konvenčních obyvatel dodržujících zákony.

### Česká kuchyně
V Izraeli existuje síť restaurací „Malá Praha“, která nabízí pokrmy tradiční české kuchyně. 

## Význačné osobnosti
Mezi izraelské obyvatele českého původu patří např.:
- Josef Alon, původně Josef Plaček (1929-1973), vojenský pilot
- Edna Arbelová (* 1944), politička
- Jehuda Bacon (* 1929), malíř a grafik, přeživší holokaustu
- Jehuda Bauer (* 1926), historik
- Tuvia Beeri (*1929), malíř
- Samuel Hugo Bergmann (1883-1975), filosof, člen Pražského kruhu spisovatelů, zakladatel Národní knihovny Izraele, první rektor Hebrejské univerzity v Jeruzalémě
- Ruth Bondyová (1923-2017), novinářka a překladatelka, přeživší holokaustu
- Max Brod (1884-1968), spisovatel a překladatel
- Paul Engelmann (1891-1968), architekt a filosof
- Elza Bergmann-Fantová (1886-1969), česká farmaceutka a feministka, manželka Samuela Hugo Bergmanna
- Viktor Fischl, též Avigdor Dagan (1912-2006), básník, prozaik, překladatel a publicista
- David Flusser (1917-2000), historik
- Simcha Friedman (1911-1990), izraelský politik
- Gal Gadotová (* 1985), herečka a modelka
- Ester Hoffeová (1906-2007), přítelkyně Maxe Broda, kontroverzní majitelka spisů Franze Kafky
- Meir Gregory Kohn (* 1946), ekonom
- Ota B. Kraus (1921-2000), český spisovatel, učitel anglického jazyka a grafolog
- Dita Krausová, roz. Polachová (* 1929), přeživší holokaustu, spisovatelka, manželka Oty B. Krause
- Hezi Leskali (1952-1994), básník, malíř, choreograf a kritik
- Gideon Levy (* 1953), novinář a publicista
- Leo Perutz (1882-1957), spisovatel
- Hanuš Rezek (1902-1948), právník a rabín
- Avital Ronellová (* 1952), akademička v oboru psychoanalýzy
- Elsa Brod-Taussigová (1883-1942), překladatelka, manželka Maxe Broda
- Jehuda Kurt Unger (1907-1989), český a izraelský architekt
- Felix (Baruch) Weltsch (1884-1964), filosof, novinář, spisovatel, člen Pražského kruhu a sionista

a další.